# Đội tuyển Fed Cup Bahrain
Đội tuyển Fed Cup Bahrain đại diện Bahrain ở giải đấu quần vợt Fed Cup và được quản lý bởi Liên đoàn Quần vợt Bahrain. Họ lần đầu tiên thi đấu ở Fed Cup vào năm 2016, ở Nhóm II khu vực châu Á/châu Đại Dương.

## Vận động viên
| Năm  | Đội tuyển            | Đội tuyển         | Đội tuyển          | Đội tuyển |
| 2016 | Maram Mohamed Sharif | Nader Nazli Redha | Jasim Malak Fardan |           |